# Texture des cheveux
La texture des cheveux est la forme des fibres capillaires humaines, qui sont plus ou moins bouclées ou raides. Cette texture a fait l'objet de différentes classifications.

## Histoire des classifications
Dans l'histoire de l'anthropologie, la classification des types de cheveux d'après leur texture a souvent fait partie de projets de définitions de groupes ethniques. La médecine légale a aussi contribué à produire des classifications de types de textures de cheveux.

## Propriétés mécaniques

Section de différents cheveux, montrant que les cheveux plus raides sont aussi plus ronds.

La forme du cheveu est déterminée par la structure de la fibre : une fibre ronde mènera à un cheveu raide, tandis qu'une plus ovale donnera un cheveu avec davantage de texture.

## Classifications
Une des manières les plus communes de classifier la texture des cheveux est le système d'Andre Walker (en), qui différencie les cheveux du type 4c, très frisé, jusqu'au type 1a, très raide. La catégorie des cheveux crépus est également d'usage commun.

## Enjeux cosmétiques
La diversité des textures des cheveux entraîne une demande diversifiée de produits capillaires, ce qui pousse les fabricants à adapter leurs produits aux différentes textures.

## Manipulations

### Lissage
Le lissage de cheveux est une technique de coiffure qui permet de défriser les cheveux de façon temporaire ou permanente.